# III Всероссийский съезд Советов
Третий Всероссийский съезд Советов рабочих, солдатских и крестьянских депутатов проходил c 10 (23) по 18 (31) января 1918 года в Петрограде, в Таврическом дворце.

## История
Начал работу как съезд Советов рабочих и солдатских депутатов, на котором присутствовало 942 делегата с решающим голосом и 104 с совещательным. Они представляли 317 местных Советов и 110 армейских, корпусных и дивизионных комитетов.
Так как Съезд Советов рабочих и солдатских депутатов и Съезд Советов крестьянских депутатов, в 1917 году созывавшиеся раздельно, в январе 1918 года проводились в одно время, 13 января оба съезда объединились в Третий Всероссийский съезд Советов рабочих, солдатских и крестьянских депутатов.
16 января прибыли делегаты 46 казачьих полков, восставших против генерала А. М. Каледина.
На съезде присутствовало 233 делегата от трудящихся Украины, Беларуси, Средней Азии и Прибалтики. К концу работы съезда было 1647 делегатов с решающим (из них свыше 860 большевиков) и 219 с совещательным голосом. В целом большевики и левые эсеры получили на Съезде 94 % мандатов. В состав объединенного президиума вошли 14 большевиков (Я.М. Свердлов, Баранов, В.А. Аванесов, В. Володарский, А. О. Розин, Ф. Ф. Лендер, Г. Е. Зиновьев, Артемьев, Е. А. Преображенский, Г. И. Ломов, М. М. Лашевич, А. И. Окулов)  и  7 левых эсеров  (Н. Н. Алексеев, Б. Д.  Камков, С. Д. Мстиславский, М. А. Натансон, А. М. Устинов, М. А. Спиридонова, Л. Н. Радченко), а также Н. Н. Суханов от объединённых социал-демократов.
Ричард Пайпс обращает внимание на то, что, судя по результатам выборов в Учредительное собрание, количество мест большевиков на II съезде превышало их реальную популярность в два раза, на III съезде — уже в три раза.

## Повестка дня
- Отчёт ВЦИК и СНК (докладчики Я. М. Свердлов и В. И. Ленин);
- Утверждение закона о социализации земли (докладчик А. Л. Колегаев);
- Выборы ВЦИК.
- Утверждение Декларации прав трудящегося и эксплуатируемого народа[4];
- О федеральных учреждениях Российской Республики (докладчик И. В. Сталин);
- О войне и мире (докладчик Л. Д. Троцкий);

## Решения
Утвержден закон о социализации земли. Большинством голосов была утверждена Декларации прав трудящегося и эксплуатируемого народа. Принято постановление "О федеральных учреждениях Российской Республики", страна получила официальное название РСФСР.
Съезд поручил ВЦИК разработать основные положения конституции РСФСР.
18 января (31 января) 1918 года Съезд одобрил роспуск Учредительного собрания и принял решение об устранении из законодательства указаний на временный характер правительства СНК («впредь до созыва Учредительного собрания»), тем самым санкционировав разгон ВЦИКом Учредительного собрания ранее, 6 (19) января того же года.

## Выступления
III съезд встретил аплодисментами матроса Железняка, который заявил съезду от имени революционных матросов: «Мы готовы расстрелять не единицы, а сотни и тысячи, ежели понадобится миллион, то и миллион». Максим Горький комментировал это заявление словами:

Я не считаю это заявление хвастовством и хотя решительно не признаю таких обстоятельств, которые смогли бы оправдать массовые убийства, но — думаю — что миллион «свободных граждан» у нас могут убить. И больше могут. Почему не убивать? <…> Вот чем грозят России упрощенные переводы анархо-коммунистических лозунгов на язык родных осин.
На съезде также выступили большевистские лидеры. По заявлению Предсовнаркома В. И. Ленина 11 января,

На все обвинения в гражданской войне мы говорим: да, мы открыто провозгласили то, чего ни одно правительство провозгласить не могло… Да, мы начали и ведём войну против эксплуататоров.

Наркоминдел Л. Д. Троцкий выступил на съезде 18 января, прокомментировав роспуск Учредительного собрания:

Мы знаем Учредительное собрание по его делам, по его составу, по его партиям. Они хотели создать вторую палату, палату теней Февральской революции. И мы нисколько не скрываем и не затушевываем того, что в борьбе с этой попыткой мы нарушили формальное право. Мы не скрываем также и того факта, что мы употребили насилие, но мы сделали это в целях борьбы против всякого насилия, мы сделали это в борьбе за торжество величайших идеалов.